# Bystřička (Moštěnka)
Die Bystřička ist ein linker Nebenfluss der Moštěnka in Tschechien.

## Geographie
Die Bystřička entspringt 600 Meter nördlich der Ansiedlung Tesák am südlichen Fuße der Čerňava (844 m) in den Hostýnské vrchy. Ihr Lauf führt zunächst durch die Gebirgswälder in westliche Richtung bis zum Obřany (702 m), wo sie sich nach Nordwesten wendet. Über Na Valaškách fließt die Bystřička zwischen dem Hostýn (734 m) und Hadí kopec (600 m) durch ein tiefes eingeschnittenes Tal nach Chvalčov, wo sie die Podbeskydská pahorkatina (Vorbeskidenhügelland) erreicht. An ihrem weiteren Lauf liegen Chvalčova Lhota, Bystřice pod Hostýnem, Rychlov, Křtomil, Lipová und Dřevohostice. Am Schloss Dřevohostice mündet die Bystřička nach 17,7 Kilometern in die Moštěnka.

## Zuflüsse
- Lipová (l), Lipová
- Lutětinka (r), Dřevohostice